# Miss Global Beauty Queen
Miss Global Beauty Queen é um concurso de beleza feminino internacional que ocorre anualmente em solo asiático. Desde sua primeira edição até 2009, o certame foi realizado ininterruptamente. Após uma breve estagnação, voltou a ser realizado em 2011 e ganhou periodicidade novamente a partir de 2015. Criado pela empresária Leticia Wheeler em 1998, o concurso foi adquirido pelo empresário Alex Liu em 2005. Em 2011 Alex passou os direitos de realização em solo coreano para a antiga detentora do concurso, a empresária filipina Leticia Bulotano Wheeler. 
É necessário ressaltar que o evento consegue abranger em média, mais de quarenta países em busca da coroa. O Brasil é o único país lusófono até então a ganhar o concurso, em 2011 com a médica carioca e posteriormente Miss Mundo Brasil 2012, Mariana Notarângelo. O envio das candidatas brasileiras fica por conta da MMB Produções, comandada por Henrique Fontes sob a patente "Concurso Nacional de Beleza".

## Vencedoras
| Ano  | Vencedora             | País       | Origem          | R      | Local     |
| 1998 | Catharine Sánchez     | Colômbia   | Cali            | [ 2 ]  | Montreal  |
| 1999 | Christina Rémond      | Hungria    | Quebec          | [ 2 ]  | Montreal  |
| 2000 | Nesia Ngwilizi        | Seichelles | Victoria        | [ 2 ]  | Montreal  |
| 2001 | Dagmar Votterri       | Venezuela  | Caracas         | [ 2 ]  | Montreal  |
| 2002 | Johanna Abinuman      | Filipinas  | Cebu            | [ 2 ]  | Montreal  |
| 2003 | Ingrid Marie Rivera   | Porto Rico | Luquillo        | [ 2 ]  | Montreal  |
| 2004 | Agatha Loan Lê        | Vietnã     | Stafford        | [ 3 ]  | Calgary   |
| 2005 | Joanna Leskiewicz     | Austrália  | Brisbane        | [ 4 ]  | Xiangshan |
| 2006 | Nahatai Lekbumrung    | Tailândia  | Bancoque        | [ 5 ]  | Xiangshan |
| 2007 | Yuliya Dragunova      | Rússia     | Tomsk           | [ 6 ]  | Ningbo    |
| 2008 | Yuliya "Vick" Krylova | Rússia     | Moscou          | [ 7 ]  | Ningbo    |
| 2009 | Vasana Wongbuntree    | Tailândia  | Bancoque        | [ 8 ]  | Daqing    |
| 2011 | Mariana Notarângelo   | Brasil     | Duque de Caxias | [ 9 ]  | Seul      |
| 2015 | Vethaka Pethsuk       | Tailândia  | Bancoque        | [ 9 ]  | Seul      |
| 2016 | Nguyễn Thị Ngọc       | Vietnã     | Vũng Tàu        | [ 10 ] | Seul      |
| 2017 | Hoàng Thu Thảo        | Vietnã     | Hanói           | [ 11 ] | Seul      |

## Conquistas

### Por País

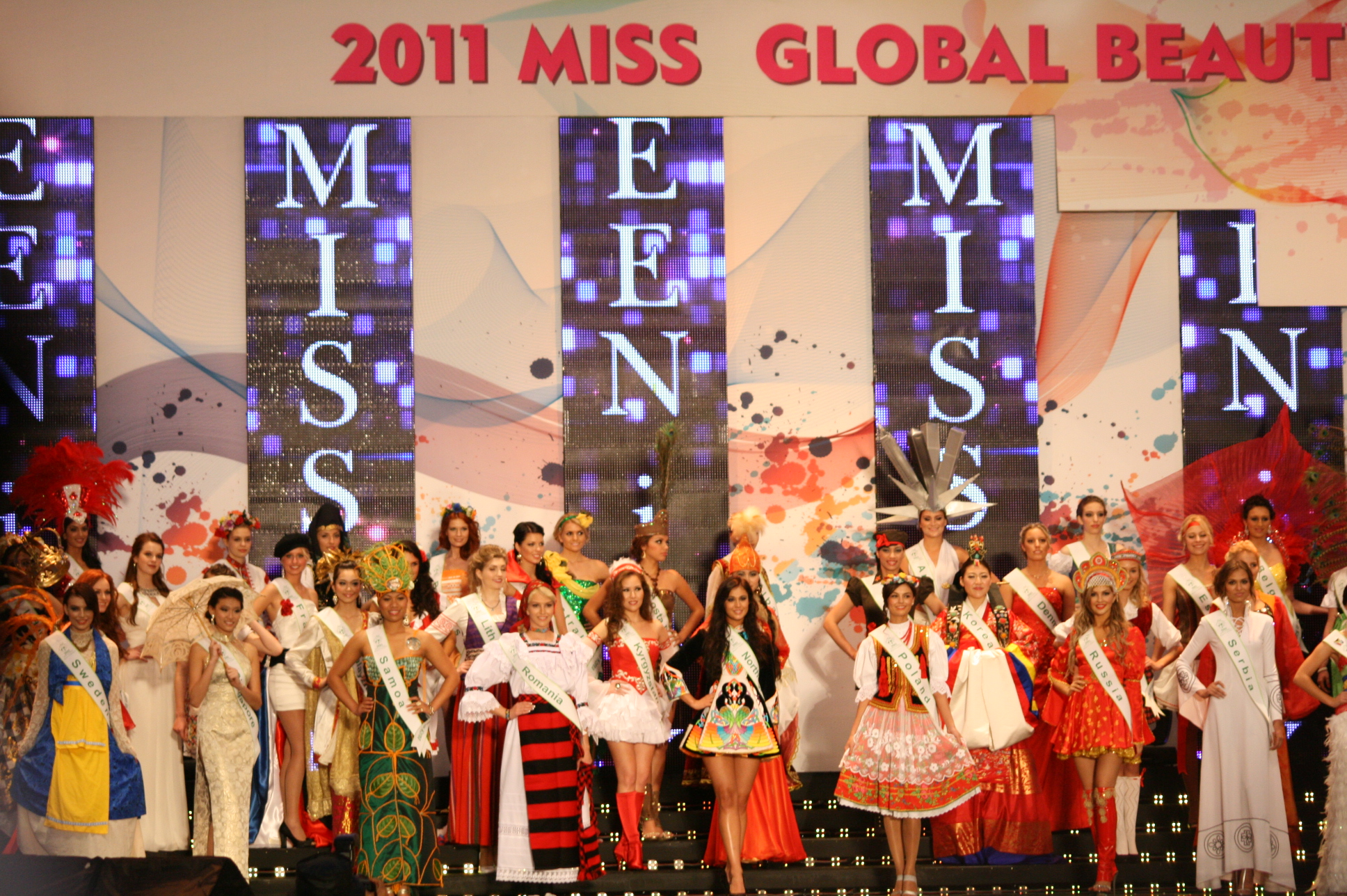
As candidatas ao título de Miss Global Beauty Queen 2011 em traje típico, durante o show de abertura.

| Títulos | País       | Vitórias         |
| 3       | Vietnã     | 2004, 2016, 2017 |
| 3       | Tailândia  | 2006, 2009, 2015 |
| 2       | Rússia     | 2007, 2008       |
| 1       | Brasil     | 2011             |
| 1       | Austrália  | 2005             |
| 1       | Porto Rico | 2003             |
| 1       | Filipinas  | 2002             |
| 1       | Venezuela  | 2001             |
| 1       | Seichelles | 2000             |
| 1       | Hungria    | 1999             |
| 1       | Colômbia   | 1998             |

### Por Continente
| Títulos | Continente | Última Vitória |
| 7       | Ásia       | (2017)         |
| 4       | Américas   | (2011)         |
| 3       | Europa     | (2008)         |
| 1       | Oceania    | (2005)         |
| 1       | África     | (2000)         |

## Desempenho Lusófono

### Miss Brasil Global Beauty Queen
| Ano  | Representante        | Estado             | Origem                | I  | A    | Colocação              | R      |
| 2006 | Caroline Alcamim     | Mato Grosso do Sul | Três Lagoas           | 19 | 1.70 | Semifinalista (Top 08) | [ 12 ] |
| 2007 | Anelize Garcia       | Paraná             | Maringá               | 24 | 1.77 | Semifinalista (Top 15) | [ 13 ] |
| 2008 | Nayara Lima          | Rio de Janeiro     | São Gonçalo           | 22 | 1.73 | Semifinalista (Top 15) | [ 14 ] |
| 2009 | Mariana Bathke       | Santa Catarina     | São Joaquim           | 22 | 1.75 | 5º. Lugar              | [ 15 ] |
| 2011 | Mariana Notarângelo  | Rio de Janeiro     | Duque de Caxias       | 21 | 1.74 | BEAUTY QUEEN 2011      | [ 16 ] |
| 2015 | Clóris Ioanna Junges | Santa Catarina     | Curitiba 1            | 18 | 1.80 | Semifinalista (Top 15) | [ 17 ] |
| 2016 | Isabele Pandini      | São Paulo          | São José do Rio Preto | 24 | 1.68 | 4º. Lugar              | [ 17 ] |
| 2017 | Lorena Rodrigues     | Minas Gerais       | Juiz de Fora          | 22 | 1.75 | 3º. Lugar              | [ 18 ] |

1. Apesar de nascida em Curitiba, Clóris representou Santa Catarina no Miss Mundo Brasil 2015.

### Prêmios Especiais
- Miss Fotogenia: Isabele Pandini (2016)

- Melhor Traje Típico: Caroline Alcamim (2006)

- Miss Corpo Mais Bonito: Mariana Bathke (2009) [19]

- Miss Melhor Passarela: Clóris Junges (2015)

### Conquistas por Estados
| Título | Estados            | Vitórias   |
| 2      | Santa Catarina     | 2009, 2015 |
| 2      | Rio de Janeiro     | 2008, 2011 |
| 1      | Minas Gerais       | 2017       |
| 1      | São Paulo          | 2016       |
| 1      | Paraná             | 2007       |
| 1      | Mato Grosso do Sul | 2006       |

### Miss Portugal Global Beauty Queen
| Ano  | Representante        | Distrito | Origem  | I  | A    | Colocação | R      |
| 2015 | Linda Cardoso        | Lisboa   | Lisboa  | 20 | 1.71 |           | [ 20 ] |
| 2016 | Sara Savery Oliveira | Santarém | Ourém   | 22 | 1.70 |           | [ 21 ] |
| 2017 | Sueli Moreira        | Leiria   | Batalha | 23 | 1.74 |           | —      |

## Ligações Externas
- Site do Concurso (em inglês)
- Site da Organização (em coreano)
- Antigo Site do Concurso (em inglês)
- Site da Franquia Brasileira